# Autostrada Okinawa

Autostrada Okinawa (jap. 沖縄自動車道 Okinawa Jidōsha-dō) – płatna autostrada w Japonii o długości 57,3 km przebiegająca od miejscowości Naha do Nago, która znajduje się na terenie wyspy Okinawa.
W 2016 roku na mocy realizacji numeracji autostrad wprowadzonej przez japońskie Ministerstwo Ziemi, Infrastruktury, Transportu i Turystyki, autostrada ta otrzymała oznaczenie E58.

## Wykorzystanie trasy
W 2002 r. średnie dzienne użycie drogi wynosiło 23 910 pojazdów. Był to wzrost o 5,6% w porównaniu z poprzednim rokiem. Jest to jedyna japońska autostrada, po której ruch pojazdów typu Kei-car stanowi więcej niż 20%, natomiast średnia dla kraju wynosi 7,3%.
Opłata za przejazd od PPO Naha do PPO Kyoda wynosi 1000 jenów. W godzinach nocnych obowiązuje obniżka 30%, a w godzinach dojazdu do pracy – 50%.